# Decio
Decio ist eine der ältesten bekannten Sorten des Kulturapfels und wird als Winterapfel angebaut.

## Beschreibung
Die Früchte von ‘Decio’ sind mittelgroß mit festem „Fruchtfleisch“ und haben nur mäßigen Geschmack. Vom Aussehen ähneln sie ‘Golden Delicious’ und haben eine rot-grüne Schale. Die Sorte ‘Decio’ ist für rauere Lagen geeignet und sehr spätreif. Bedingt durch die späte Reife gibt es relativ geringe Mengen an Fallobst.
Der Baum von ‘Decio’ wächst mittelstark bis stark und zeigt nur wenig Alternanz. Er ist stark anfällig für Schorf und Infektionen durch Mehltau. Besonders stark ausgeprägt ist die Anfälligkeit für Fruchtschorf.

## Herkunft
Die Sorte ‘Decio’ kommt aus Italien und wurde dort schon im 16. Jahrhundert beschrieben. Der genauere Ursprung soll die Poebene sein.

## Verwendung
Der Anbau von ‘Decio’ wird nicht empfohlen. Für Sortensammler kann er interessant sein und wird im Liebhaberanbau auch noch betrieben.
‘Decio’ wird noch in Baumschulen angeboten, wo seine Eignung zur Zubereitung von Apfelstrudel genannt wird, während er sich aufgrund des geringen Säuregehalts weniger zum Frischverzehr eignet. Er ist sehr gut lagerfähig.